# Can Nare
Can Nare és una obra de l'Hospitalet de Llobregat (Barcelonès) inclosa a l'Inventari del Patrimoni Arquitectònic de Catalunya.

## Descripció
Casa d'origen rural que conserva un tipus de construcció humil. Té coberta a dues vessants fetes amb teula.
Tanca el recinte un mur amb una gran porta d'arc rebaixat. El parament dels murs combina la pedra mal escairada i el totxo.